# Blanche Barton
Blanche Barton, född Sharon Densley den 1 oktober 1961 i San Diego, Kalifornien, är en amerikansk satanist och en av de styrande inom Church of Satan. Hon var high priestess inom Church of Satan till 2002 då hon överlämnade den titeln till Peggy Nadramia, fru till kyrkans high priest, Peter H. Gilmore. Barton övertog då Nadramias roll som ledare för Council of Nine och har titeln Magistra Templi Rex.
Barton är författare till The Church of Satan: A History of the World's Most Notorious Religion (1990) och The Secret Life of a Satanist: The Authorized Biography of Anton LaVey (1990). Hon är mor till Anton LaVeys son, Satan Xerxes Carnacki LaVey (född 1 november 1993).

## Verk av Barton
- Sycophants Unite!
- Satanic Feminism
- The Georges Montalba Mystery